# Vasco Fernandes de Soverosa
Vasco Fernandes de Soverosa  (em castelhano: Vasco Fernández de Soverosa; morto depois de Maio de 1189) foi um  rico-homem e genearca da linhagem dos Soverosa que teve origem na Galiza no Castelo de Sobroso. Foi o filho de Fernão Peres, o Cativo, proeminente membro da cúria régia do rei Afonso Henriques.[a]

## Em Portugal
Umo dos mais fieis magnatas do primeiro monarca de Portugal, Vasco Fernandes aparece pela primeira vez na documentação regia em 1167 como o tenente de Basto, terra que estava vinculada à família de sua esposa.^
Depois, no ano 1176 foi mordomo-mor do infante Sancho, futuro Sancho I e a partir de 1179 figura como maiordomus curie até a morte do rei Afonso Henriques em 1185.
Confirmou o primeiro documento do rei Sancho I como regie curie dapnifer. No mesmo mes, confirmou um diploma do rei Fernando II estando na corte de Leão. Nesse mesmo ano, o novo monarca portuguès nombrou como seu mordomo-mor ao cunhado de Vasco, Mendo de Sousa e a partir dessa data, Vasco aparece constantemente na corte do rei de Leão.

## Em Leão

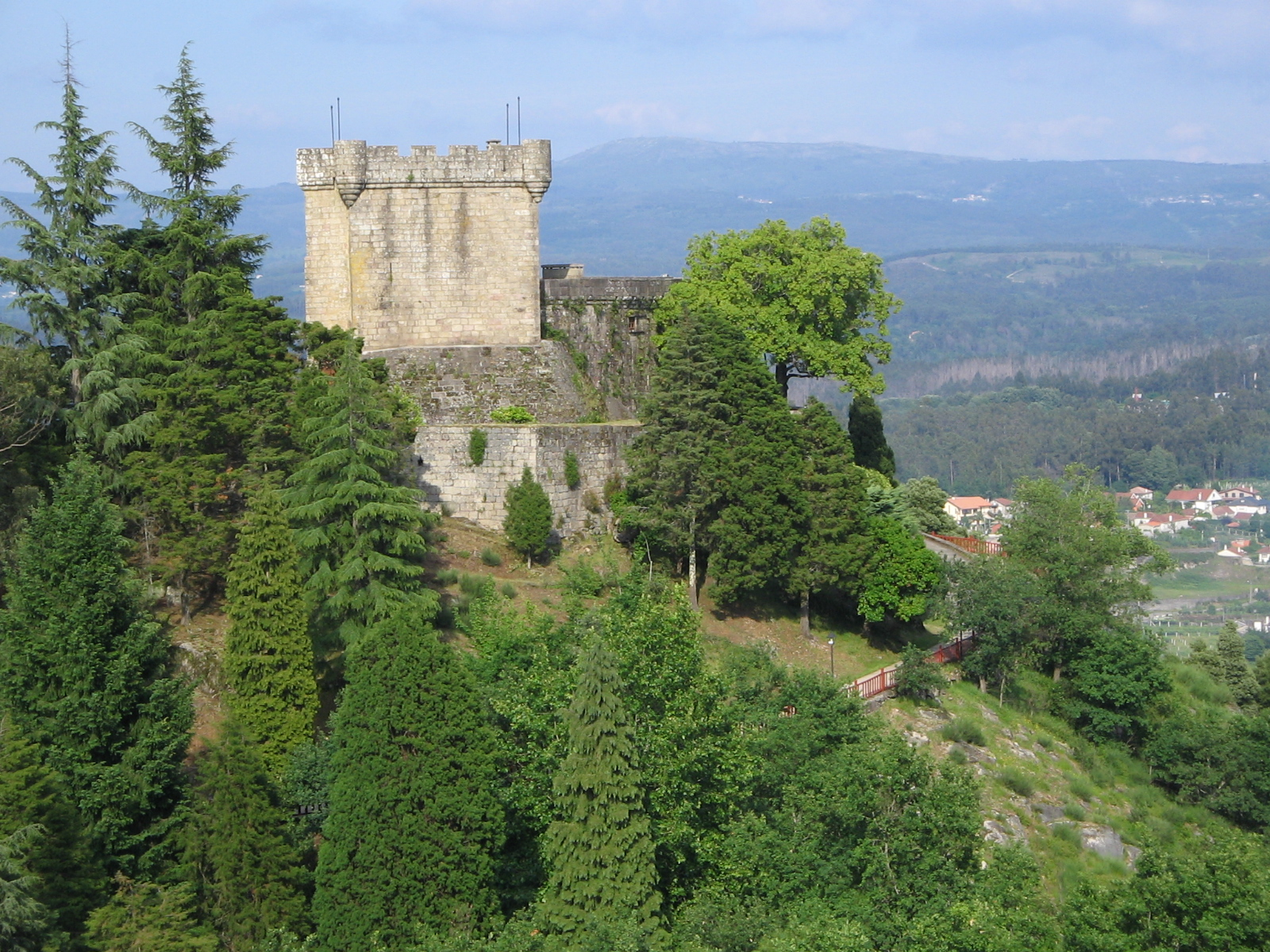
Castelo de Sobroso em Vilasobroso, Pontevedra

Governou, por mandato do rei Fernando II as tenências  de Zamora, Astorga e O Bierzo a partir de 1186. O rei leőes, para recompensar-lhe por as perdas no reino de Portugal, dono-le em 1187 várias casas em Astorga e em Junho desse ano, muitos bens em San Esteban de Valdeorras pro bono seruicio quod mihi facietis, et in recompensationem hereditatis uestre de Portugalia, quam pro amore perdidistis.
Vasco viveu na região d'O Bierzo é possivelmente foi padrono do Mosteiro de Santa Maria de Carracedo. Depois da morte do rei Fernando II, ficou em Leão e durante o reinado de Afonso IX continuou governando O Bierzo mais otras praças importantes como Salamanca em 1188 e depois em Sancto Stephano de Riba de Sil, a única tenéncia em terras galegas.
Depois de Maio de 1189 não aparece mais na documentação portuguesa ou leõesa e provavelmente morreu pouco depois.

## Matrimónio e descendência
Casou com Teresa Gonçalves de Sousa, filha de Gonçalo Mendes de Sousa e  Dórdia Viegas de Ribadouro, filha esta de D. Egas Moniz, o Aio, quem Henrique de Borgonha, conde de Portucale confiou a educação do filho, Afonso I de Portugal, tarefa essa que lhe deu o cognome pelo qual é conhecido.
Deste casamento nasceu: 
- Gil Vasques de Soverosa, o primogénito foi um magnata proeminente na corte do rei Afonso II e foi senhor do Castelo de Sobroso em Galiza.[6] Sua filha Teresa foi amante do rei Afonso IX  com quem teve filhos.[7]
- Elvira Vasques de Soverosa casada por duas vezes, uma com Paio Soares de Valadares[8] e depois com Vasco Martins Mogudo de Sandim.[9]
- Martim Vasques I de Soverosa[10]
- Alda Vasques de Soverosa (m. 15 de fevereiro de 1235), sepultada no Mosteiro de Santo Tirso.[10]